# The Monofones
The Monofones ist ein Musiktrio aus Bern in der Schweiz. Es spielt eine Mischung aus Garage Rock, Trash und Punk und ist bekannt für Shows mit pyrotechnischen Effekten. 

## Geschichte
Gegründet wurden The Monofones ursprünglich von Matthias Hämmerly (Gitarre, Gesang) und Michael Laubacher (Schlagzeug). Hämmerly und Laubacher hatten sich während ihrer Ausbildung an der Hochschule der Künste Bern kennengelernt, an welcher Hämmerly klassischen Jazz und Laubacher Polyrhythmik studierte. Beide spielten vor The Monofones in anderen Bands, Hämmerly bei den Fuckadies und Laubacher bei den Never Evers. Gisela Feuz war lange Jahre als Rock-DJ Olive Oyl in diversen Clubs der Schweiz aufgetreten, bevor sie in einem Plattenladen in Bern auf die Anzeige von Hämmerly und Laubacher stiess.
Hämmerly und Laubacher gefiel Feuz' Stimme, hatte diese doch ursprünglich eine Ausbildung in neuer Volksmusik genossen. Feuz wurde unter dem Pseudonym Miss O.O. Sängerin der Band. Nach einem Jahr im Übungsraum brachten The Monofones ihr erstes Album „Limited“ auf dem Berner Plattenlabel Subversiv Records heraus. Das Album war mit einem Tascam Vierspur-Tonbandgerät im Übungsraum aufgenommen worden und es folgten zahlreiche Konzerte und Tourneen im In- und Ausland, so z. B. Deutschland, Griechenland und Kroatien. Daneben arbeiteten die Monofones aber auch im Übungsraum weiter und so erschien 2009 das zweite Album „Deranged“, worauf wiederum zahlreiche Konzerte im In- und Ausland folgten, unter anderem in England, der Tschechischen Republik und Frankreich. Zudem machten die Monofones im Sommer 2010 mit einer Autobahn-Raststätten-Tournee quer durch die Schweiz auf sich aufmerksam.
Ende 2010 wurden bei Sängerin Miss O.O. Stimmlippenknötchen auf den Stimmbändern diagnostiziert, was das Trio zu einer Konzertpause von zehn Monaten zwang. Dank intensiver logopädischer Therapie erholten sich die Stimmbänder von Miss O.O. aber so weit, dass ab Winder 2011 wieder Konzerte gespielt und gleichzeitig an neuen Songs gearbeitet werden konnte.
Hämmerly und Laubacher hatten die Zwangspause genutzt, um sich musikalisch weiterzubilden. Hämmerly hatte im Sommer 2011 einen Workshop von Bruce Dickinson am London College of Music besucht, während Laubacher seit Sommer 2011 an der Hochschule der Künste ein Teilpensum in Polyrhythmik unterrichtet. Das dritte Album Superhits! erschien im September 2012, der Viertling Nuts folgte 2015. Zum 11. Geburtstag schenkten sich die Monofones 2018 selber ein Album, oder besser gesagt: ihrem Gitarristen. Hämmerly ist ein grosser Fan von Heavy Metal und Hardrock, weswegen auf dem fünften Album Fröm Höll vorwiegend Cover-Songs zu hören sind von Bands, die für den jungen Hämmerly wegweisend waren für sein späteres musikalisches Schaffen.

## Stil
Obwohl alle Mitglieder der Monofones eine professionelle musikalische Ausbildung genossen haben, wird eine extrem reduzierte und minimalistische Form von Garage Rock angestrebt, wobei sich auch Elemente von Punk, Trash und Rockmusik der 1960er-Jahre finden lassen.

## Diskografie

### Alben
- 2008: Limited (Subversiv Records)
- 2009: Deranged (Subversiv Records)
- 2012: Superhits! (Subversiv Records)
- 2015: Nuts (Subversiv Records)
- 2018: Fröm Höll (Subversiv Records)

### Singles
- 2009: Looking for You (Split-Single mit Fuckadies; Subversiv Records)
- 2018: Pain (Split-Single mit The Lovers; Subversiv Records)

### Kompilationen
- 2012: We Love Trash - The Best of the GaragePunk Hideout Vol.7 (GRGPNK Records)

## Förderung
- Als Anerkennung für ihr musikalisches Schaffen haben The Monofones 2010 sowohl von der Stadt Bern wie auch vom Kanton Bern und dem Kanton Aargau Kulturförderungsgelder zugesprochen bekommen.